# Eriocaulon heteropeplon
Eriocaulon heteropeplon är en gräsväxtart som beskrevs av Silveira. Eriocaulon heteropeplon ingår i släktet Eriocaulon och familjen Eriocaulaceae. Inga underarter finns listade i Catalogue of Life.